# Giovanni Italo
Giovanni Italo (greco: ᾿Ιωάννης ᾿Ιταλός; Puglia, 1030 ca – Costantinopoli, dopo il 1082) è stato un filosofo e scrittore bizantino.

## Biografia
Giovanni nacque nel Catepanato d'Italia, da una famiglia di origine greco-calabrese, molto probabilmente verso il 1030, perché, come riporta Anna Comnena nell'Alessiade, era un bambino durante la campagna siciliana di Giorgio Maniace e delle vicende immediatamente successive (1038-1042). Sempre Anna Comnena ci informa che Giovanni arrivò a Costantinopoli dopo i vent'anni.
A Costantinopoli fu scolaro di Michele Psello, cui succedette nell'insegnamento. Fu seguace della filosofia neoplatonica (nelle sue lezioni commentò spesso Porfirio, Plotino, Proclo e Giamblico). Un sinodo, nel 1076-77, condannò, senza fare il suo nome, una raccolta di tesi di nove capitoli che gli erano attribuite. Nel 1082 si ebbe una condanna aperta ed egli fu costretto a ritirarsi in un monastero.
Giovanni è da considerare il punto d'unione tra l'intellighenzia napoletana e l'ambiente dei filosofi presenti a Costantinopoli.